# ハッチバック

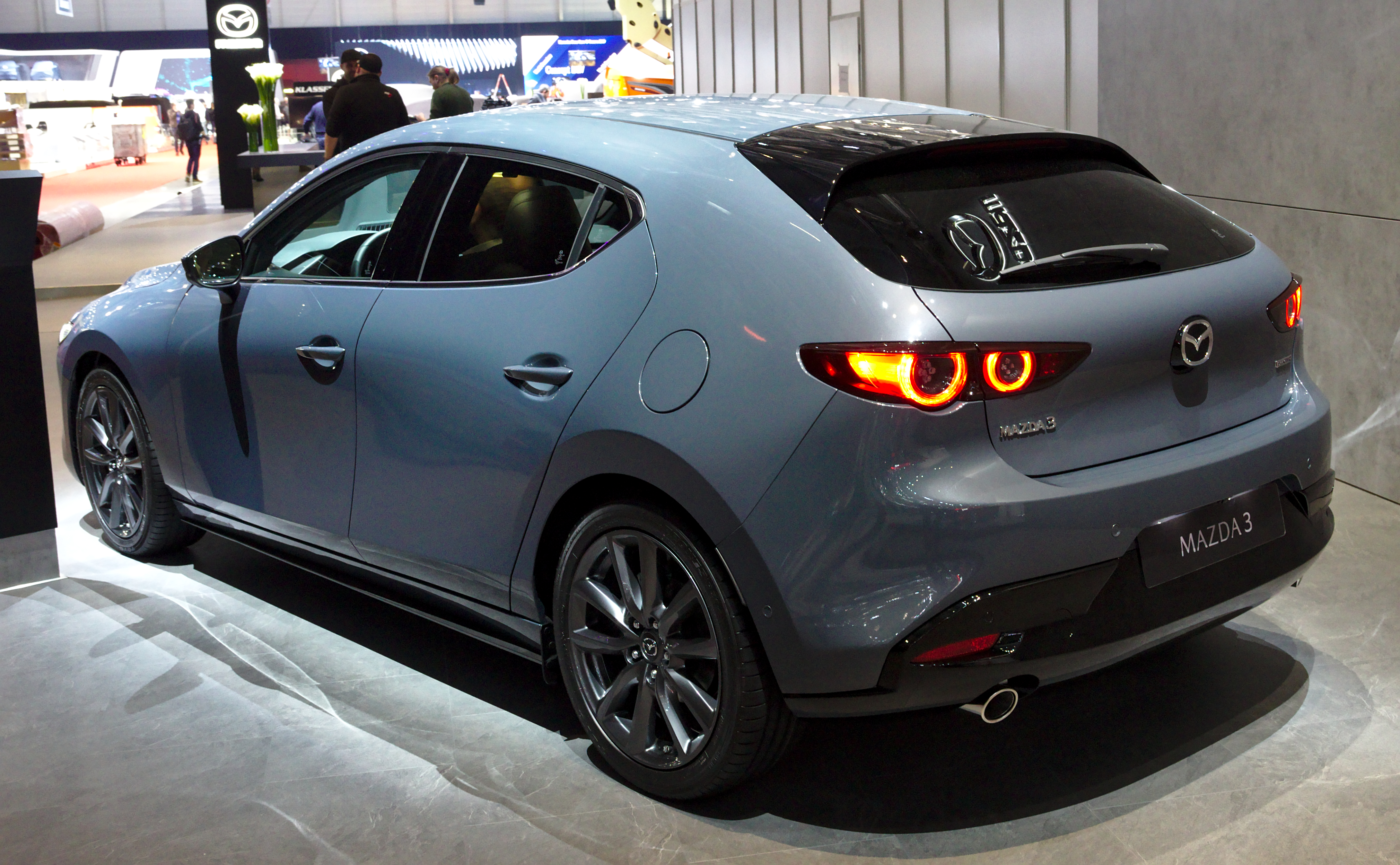
マツダ・MAZDA3 FASTBACK

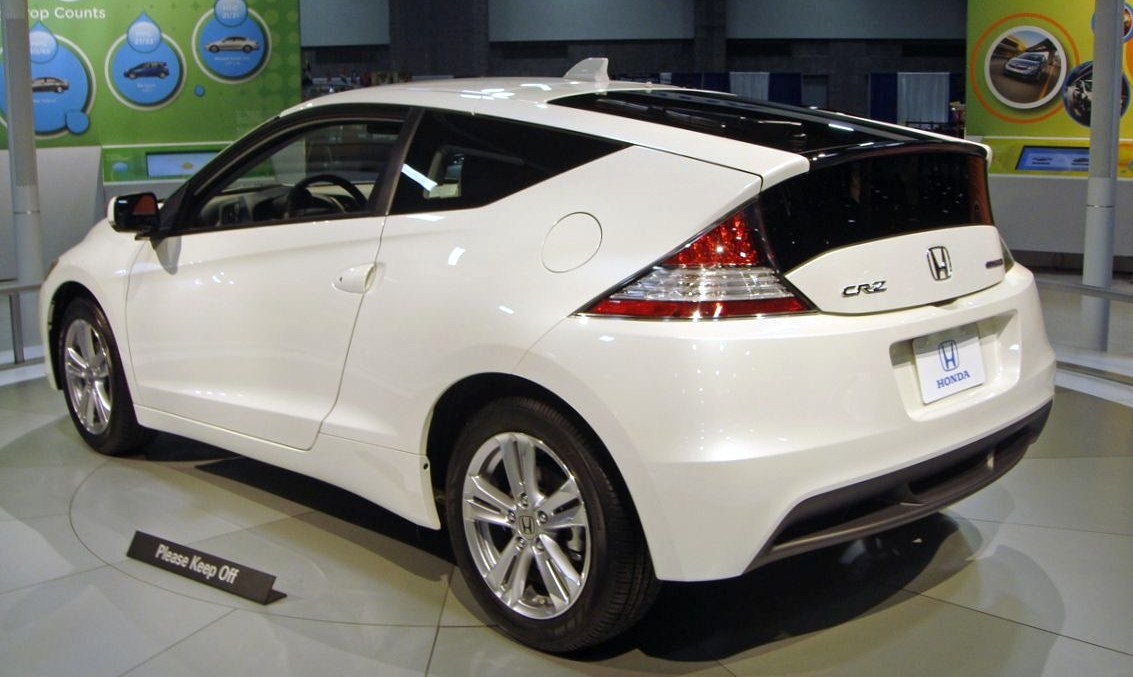
ホンダ・CR-Z（ハッチバッククーペ）

ハッチバック（英語: hatchback）とは、自動車の分類の一種である。

## 概要

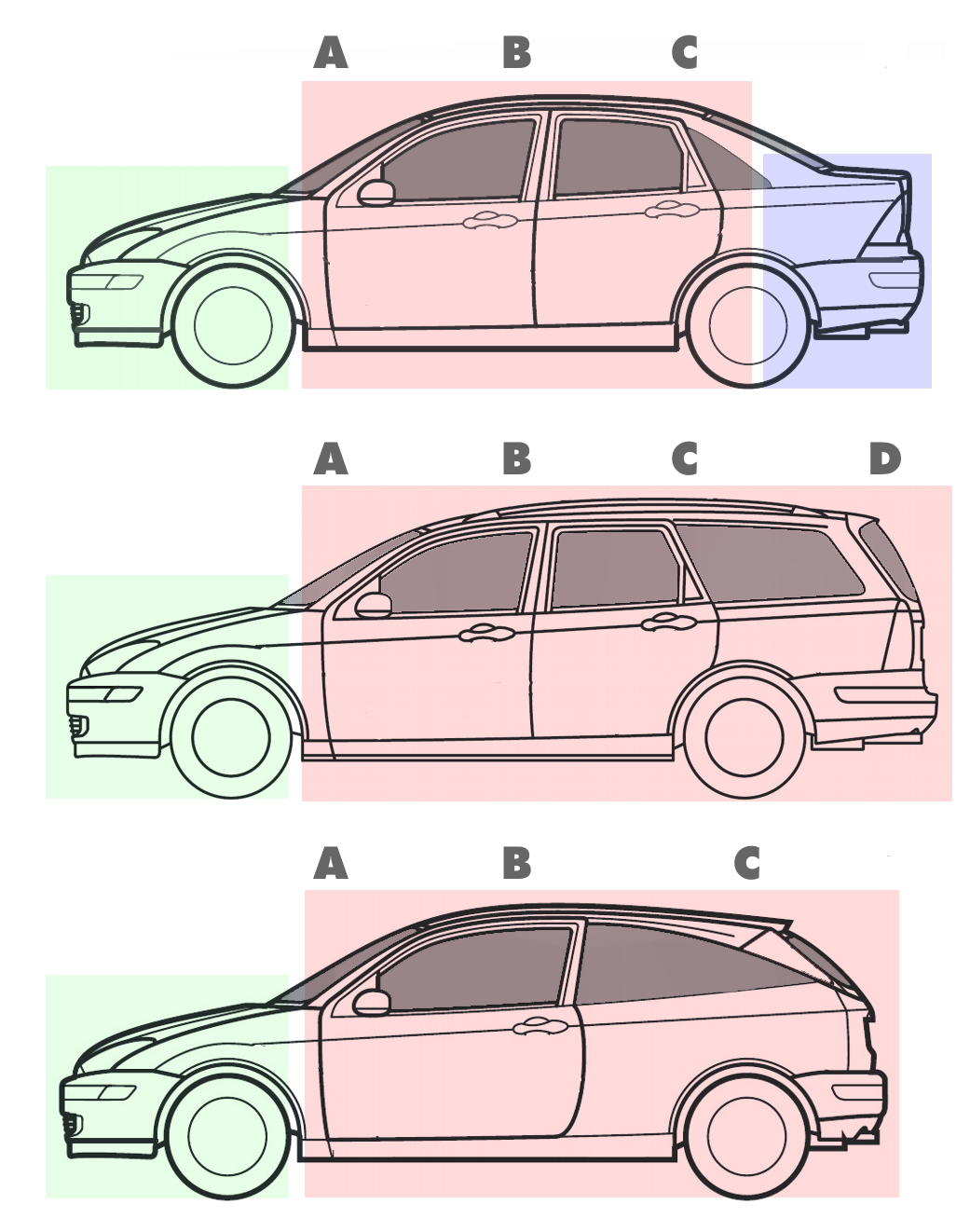
上：ノッチバック
中：ステーションワゴン
下：ハッチバック

「ハッチバック」の名称そのままの解釈では、跳ね上げ式または横開き式の「バックドア」（背面ドア）を持つ車種のことを指すことになる。ヒンジがほぼ垂直である通常の乗降用ドア（フロントドア・リアドア）に対し、跳ね上げ式では水平、横開き式でも寝かされた角度となることから、これを船などの「ハッチ」に見立てたことに由来する呼び名である。バックドア自体の角度は、スタイリングや実用性との兼ね合いで、寝かされたものから垂直に近いものまで多数ある。また、簡易なものでは、リアウインドウのみを跳ね上げ式としたガラスハッチも存在する。
しかし実際にはバックドア形状を持つ車種はボンネットバンやミニバン、SUV、トールワゴンなど多岐に渡る。このため「ハッチバック」をカテゴリ・車両形式名として用いる場合は、セダンやクーペと同等の全高が低い車種のバックドア版を指すのが一般的である。なおこの形状からルーフ、および後方部分のオーバーハングをある程度延長し、更に荷室のスペースなどを広く取ると「ステーションワゴン」と呼ばれるが、その境界線は特に定められているわけではない。またリアウィンドウ、またはCピラーの傾斜が非常にきつく（強く）、トランクリッドの形状に限りなく近い造形を持っているものはファストバックに分類される。
バックドアは「ドア」の扱いになるため、左右のドアが2枚のハッチバックの場合は＋バックドアで「3ドア」、4枚の場合は「5ドア」と呼ばれる。
ノッチバック（トランク形状）と比較した場合のメリットは、積載容量が大きくなる、全長を短くできるので小回りを良くできる点が挙げられる。逆にデメリットとしては、ハッチを開ける際後方に多少のスペースが必要、車体剛性や空力特性、車内の静粛性などの面でノッチバックに対し不利になるなどの点がある。
一般的な4ドアセダンや2ドアクーペのように独立したトランクを持つ車種とは異なり、ライトバンを含む商用バンやステーションワゴン、ミニバン同様、荷室と車室を隔てるバルクヘッド（仕切り壁）を全く持たない環状構造（いわゆる輪切り構造）となっており、大きな荷物を積む場合には商用バンのように使用することができるように、パーセルシェルフが取り外せ、後部座席が折りたためるようになっているものがほとんどである。高級車にもバックドアを与えるフランス車には、シトロエン・XMの様に、きちんとしたパーセルシェルフに加え、外気や騒音の侵入を防ぐ跳ね上げ式のインナーウインドウを備えるものもある。
多くのクーペ、特に1970年代 - 1980年代のスポーティーカーにおいて、バックドアを設ける車種が増加したが、スポーツカーでは、剛性低下や重量増を嫌い、これを採用しないものもあった。
ファミリー向けのハッチバック車を基にしながら、高出力のエンジンやスポーツドライビングに適したギア比のトランスミッションと足回りを組み合わせた車種（ホットモデル）を特にホットハッチと呼ぶことがある。また日本車においては、普通のノッチバックセダンを基にごく一部を除き、後方部分のオーバーハングをある程度短縮し、ハッチバック化した車種に「スポーツ」とつける場合もある。

## 分類
狭義では「バックドア」を持つCセグメント以下のサイズの大衆車で、日本では機械式駐車場に駐車可能な高さである1,550mm未満の2ボックス型乗用車のことを指す。2ボックスのショートファストバックスタイルでも、シトロエン・2CVやBMC・Mini、ホンダ・N360、初代ホンダ・ライフ、日産・Be-1などのように、トランクのみでバックドアを持たないサルーン（セダン）や、三菱・コルト800や初代および10代目ホンダ・シビック、初代日産・パルサーや初代ヒュンダイ・ポニーなどのように、トランクリッド付きセダンとハッチバックのサイドビューがほぼ同じシルエットの例もあるため、全高の低いショートファストバック型大衆2ボックス車の全てがハッチバック車であるわけではない。
広義ではファストバック・カムバック・ノッチバック・セミノッチバックにおいてバックドアを持つ乗用車も含まれる。なお、日本では全高が1,550mmを超えるものをトールワゴンと呼んでいる。
高価格帯ではあまり見られないが、これはベースとなる高価格帯のセダンがいずれも全長が長すぎるため、ハッチバック化した際ステーションワゴンに分類されてしまうためである。そのため高級車でハッチバックと呼ばれるものはBMW・1シリーズやメルセデス・ベンツ・Aクラス（セダンモデル除く）、アウディ・A3（スポーツバック）、レクサス・CTのような、高級車の中でもエントリーモデルが多い。

### 呼称
自動車メーカーでは、利便性やアクティビティをアピールする場合には「ハッチバック」の呼称を前面に押し出すが、高級感や性能面でデメリットを感じさせる場合には控える傾向がある。
商品名としては、リフトバック（トヨタ）・オープンバック（日産）・スポーツバック（アウディ・三菱）など、メーカー固有の商標もある。
ハッチバック車は低コストで機能を追求するベーシックな大衆車がほとんどであるが、同時に小型で軽量なことから、高出力エンジンと固められたサスペンションスプリングとショックアブソーバーを与えることで、より上級（高額）のスポーツモデルに匹敵する性能を得ることも可能であり、これらのモデルは、特に「ホットハッチ」と呼ばれる。
外観上、ファストバック、ノッチバック（3ボックス）、極短いリアデッキを持つセミノッチバック（2.5ボックス）などを、単に「セダン」とし、ハッチバックと呼ばないこともある（セダン#ハッチバックセダンも参照）。これらは主に荷室容積への要求が厳しい欧州向けに多く見られ、使い勝手は維持しつつ、高級感を損ないたくないCセグメント以上に例が多い。フォルクスワーゲン、フィアット、アルファロメオは、プラットフォームを共用としながら、3ボックスのノッチバックボディーに別の車名を与え、やや上の車格として販売している。「クーペ」でもハッチバックの名を冠さないものが多い。軽自動車においては、乗用車（5ナンバーの軽自動車）を軽ボンネットバン（4ナンバー）と区別するため、メーカーが「セダン」と名付ける場合がある。

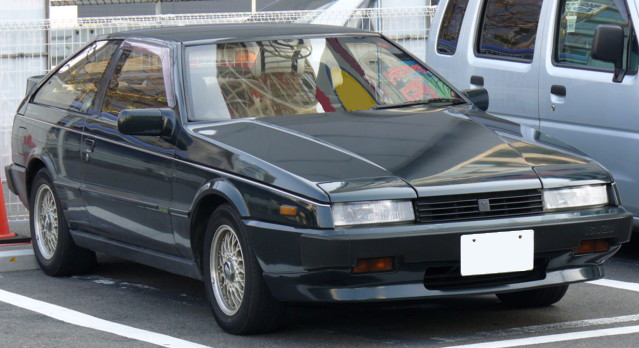
ハッチバック（ファストバック）クーペの例：いすゞ・ピアッツァ（初代）
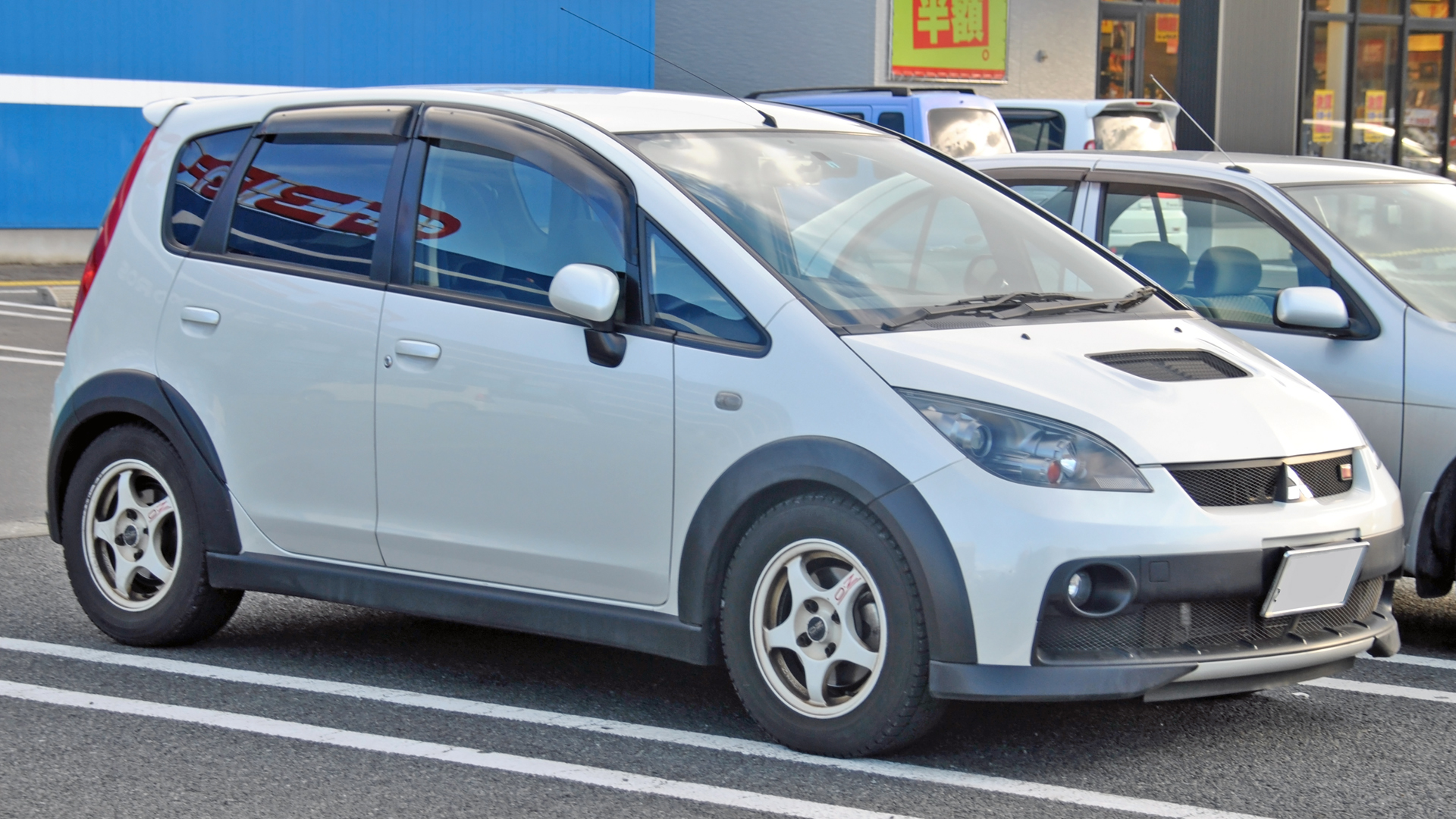
ホットハッチの1つ：三菱・コルトRALLIART Version-R
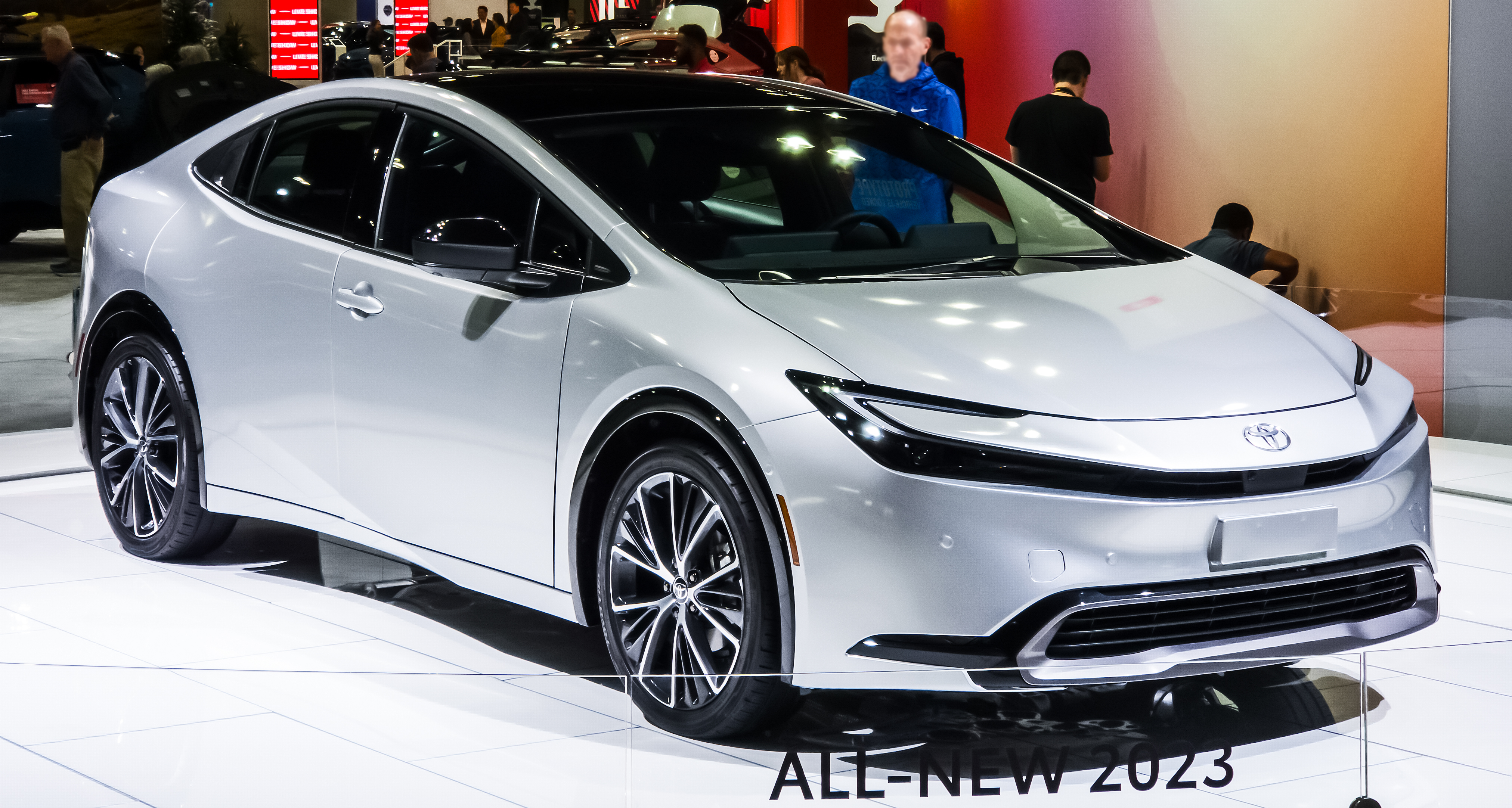
5ドアセダンと呼ばれるハッチバックの例：トヨタ・プリウス（5代目）
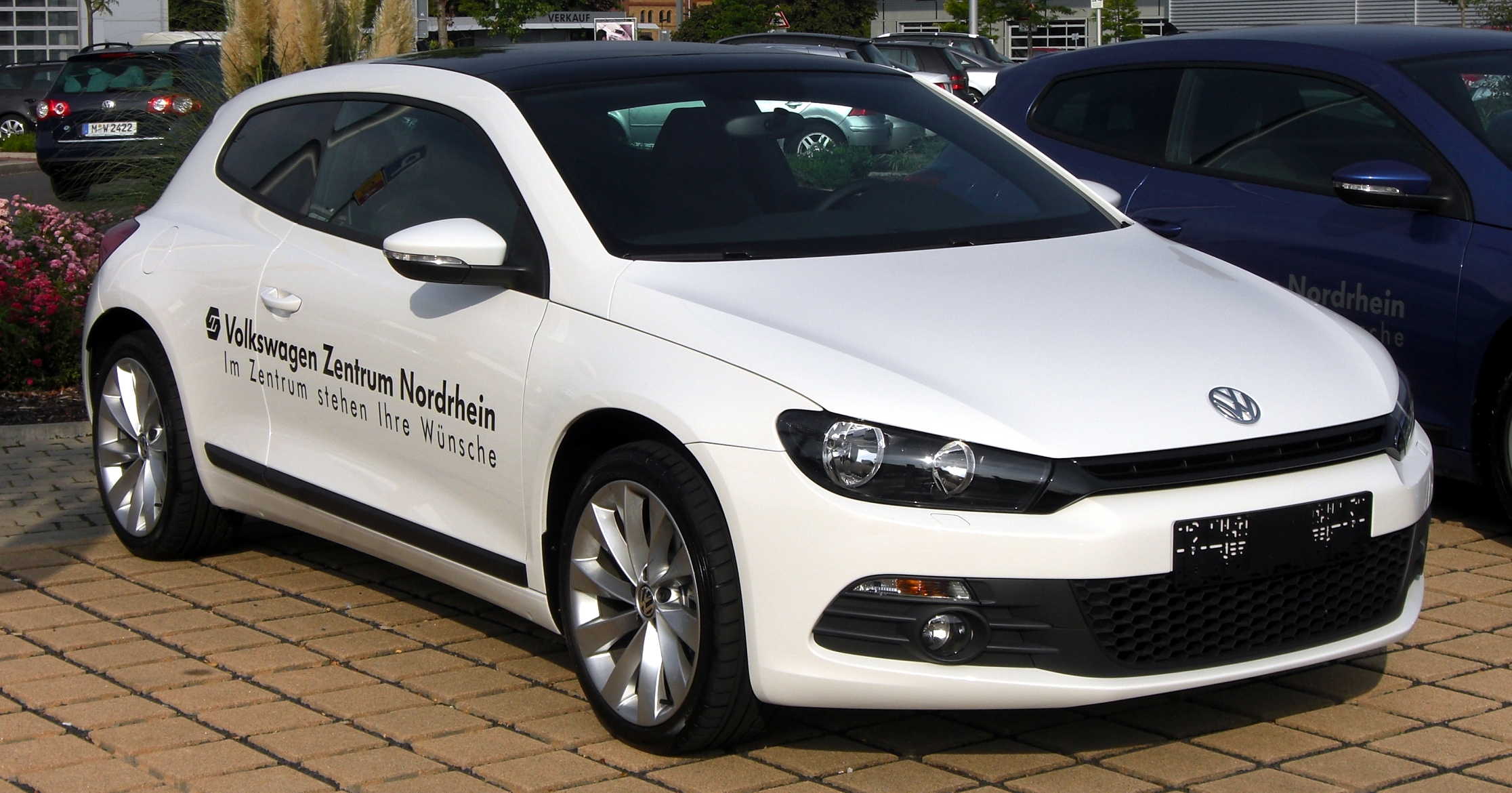
クーペかHBかのジャンル分けで意見が分かれる例：フォルクスワーゲン・シロッコ（3代目）
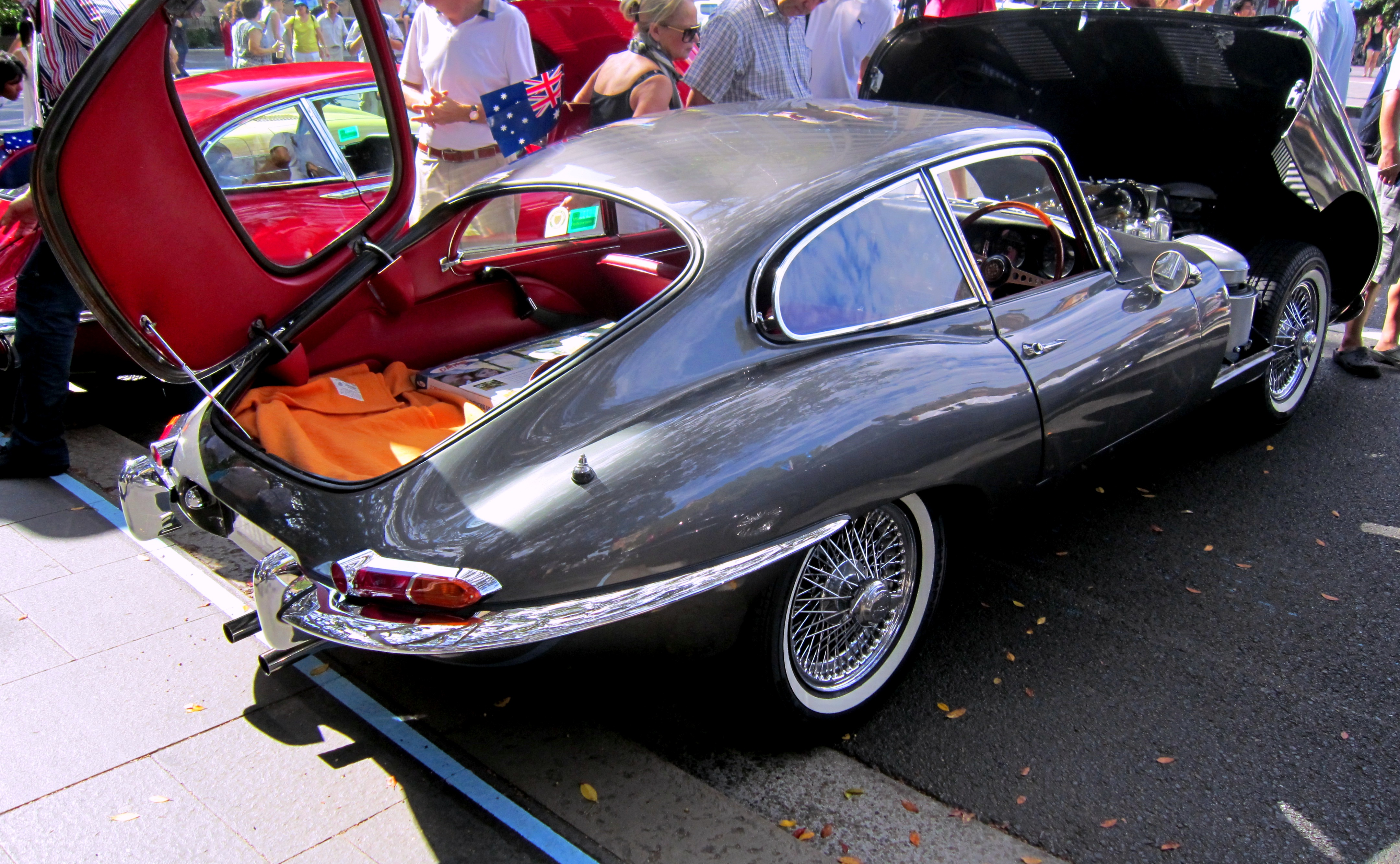
バックドア付きクーペは、狭義のハッチバック車には分類されないことが多い：ジャガー・Eタイプ
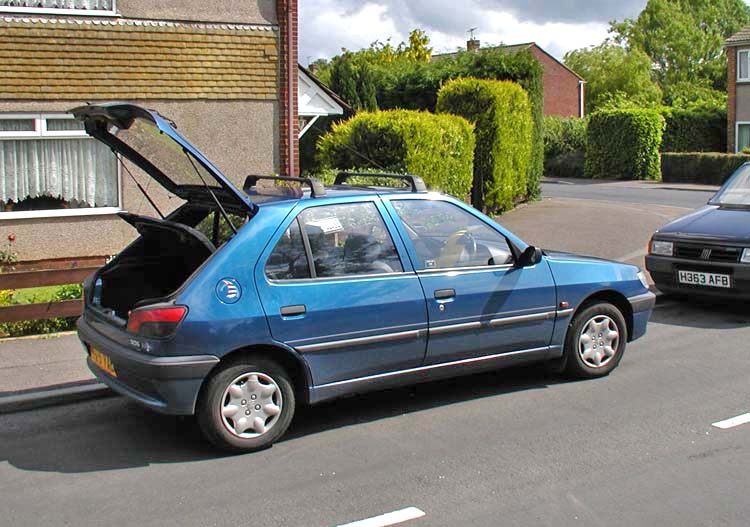
リアハッチを開けたところ：プジョー・306

## 歴史
| ルノー・4 |  | ルノー・4 |
| ルノー・4 |  |           |

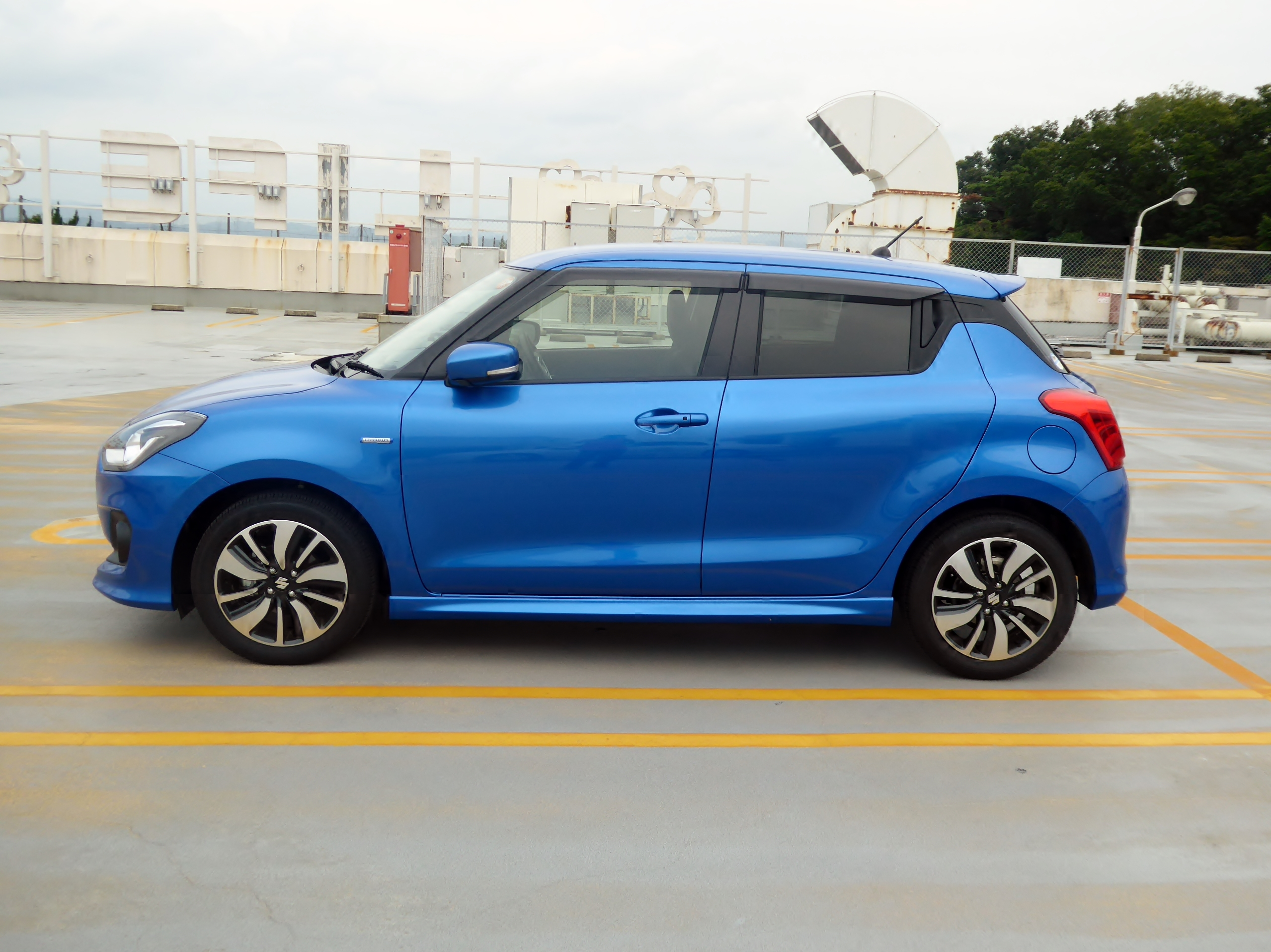
ドアノブを同化させている例（スズキ・スイフト）

ハッチバックの元祖は、1961年発表のルノー4（キャトル）であると言われているが、その萌芽は1938年のシトロエン・トラクシオン・アバンCommercialeにまで遡る。世界的にはジョルジェット・ジウジアーロのデザインによる、初代フォルクスワーゲン・ゴルフ（1974年）が成功して広まった形態である。日本においては1966年（昭和41年）のトヨタ・コロナ5ドアが最初だが、まだノッチバックセダンがファミリーカーの主流だった当時は商用バンと勘違いされるほど認知度が低かった。その後1970年代中盤になってトヨタ・カローラ/スプリンターリフトバックや、ホンダ・シビックなどによりようやく一般化した。現在、小型自動車（コンパクトカー）や軽自動車では、その実用性から最も一般的な形状となっている。
かつては重量・剛性・スタイリング・価格などの面で有利な3ドアが主流であったが、次第に使い勝手に勝る5ドアが主流となっていった。また、技術の進歩で5ドアでも十分な剛性を確保できるようになったことや、開発コストの削減、5ドアでありながらドアノブをデザインに同化させることで3ドアのように見せる手法も確立されたため、3ドアにすることのメリット自体が大幅に減少している状況にある。
4ドアセダンの人気が根強い北米や中国市場での売上は今ひとつだが、欧州、南米、インドなどでは高い人気を誇る。

## ハッチバック車一覧
2025年3月現在。現行販売車種に限る。現行発売車種以外については、Category:ハッチバックを参照。

### 日本（2025年3月現在。軽自動車・輸出専用車・逆輸入車を含む）
◎印は日本国内市場専売車種。★印は日本国外市場専売車種。☆印は軽自動車。◇印はハッチバックセダン（ハッチバックサルーン）扱いの車種。◆印はハッチバッククーペ扱いの車種。△印は近日、発売が予定されている車種。▲印は現在、生産終了済でなおかつ流通在庫分のみ販売されている車種。(限)印は特定台数のみの限定生産・販売扱いの車種。(I)印は日本メーカーによる国外生産・国内販売車種。
- トヨタ
  - ヤリス・GRヤリス◆[注釈 10]・アクア（2代目）◎[注釈 11]・カローラスポーツ・GRカローラ(限)・プリウス/プリウスPHV◇・アギア/ウィーゴ★・グランザ★[注釈 12]・スターレット★[注釈 13]・ピクシスエポック◎☆
- 日産
  - マーチ★[注釈 14]・マイクラ★[注釈 15]・ノート（3代目）◎[注釈 16]/ノートオーラ◎・ティーダ★[注釈 17]・リーフ・ピクソ★・フェアレディZ◆
- ホンダ
  - フィット/フィットe:HEV[注釈 18]・シビック/シビックe:HEV/シビックタイプR◇・シティ（ハッチバック）★・ブリオ★
- マツダ
  - デミオ→MAZDA2[注釈 19]・MAZDA3 FASTBACK・キャロル◎☆
- スズキ
  - バレーノ★[注釈 20]・スイフト・アルト（660ccモデル）☆[注釈 21]/アルト（800ccモデル）★[注釈 22]・アルトラパン◎☆・セレリオ★
- ダイハツ
  - ミライース◎☆・シリオン★・アイラ★
- 三菱自工
  - ミラージュ★[注釈 23]
- SUBARU
  - インプレッサ（6代目）・プレオプラス◎☆
- 光岡
  - ビュート ストーリー◎[注釈 24]

### 日本以外の車種
- プジョー
  - 108・208・308
- シトロエン
  - C1・C3・DS3・DS4
- ルノー
  - トゥインゴ・ルーテシア[注釈 25]・メガーヌ
- メルセデス・ベンツ
  - Aクラス・Bクラス
- スマート
  - フォーフォー
- ポルシェ
  - パナメーラ◇
- フォルクスワーゲン
  - up!・ポロ・ゴルフ・アルテオン◇
- アウディ
  - A1スポーツバック・A3スポーツバック・A5スポーツバック◇
- BMW
  - 1シリーズ・2シリーズアクティブツアラー・3シリーズグランツーリスモ◇・4シリーズグランクーペ◇・5シリーズグランツーリスモ◇・6シリーズグランツーリスモ◇・ミニ[注釈 26]
- ランチア
  - イプシロン
- フィアット
  - 500[注釈 27]・パンダ
- アルファロメオ
  - ミト◆・ジュリエッタ
- オペル
  - コルサ・アストラ
- フォード
  - フィエスタ・フォーカス・モンデオ◇[注釈 28]
- ヒュンダイ
  - i10・i20・i30・ヴェロスター◆
- タタ
  - インディカ